# BuddyPress
BuddyPress es una red de social de código abierto.

## BuddyPress
BuddyPress es una extensión de WordPress. Es una característica que posibilita añadir una red social a la instalación ya existente.
BuddyPress es esencialmente un conjunto de plugins de WordPress. Cada plugin añade una característica distinta y cada uno de ellos, se encarga de una funcionalidad distinta (por ejemplo, mensajería interna entre usuarios). BuddyPress tiene un plugin básico, que todos los otros necesitan. Este plugin que contiene funciones compartidas y realiza las modificaciones básicas a la interfaz de WordPress.

## Características
BuddyPress tiene una serie de características que permiten la creación de una red social. La instalación básica del sistema ofrece:
- Perfil de usuarios
  - Posibilidad de añadir campos  y secciones para los perfiles
  - Subida de Avatares
- Hilos de Usuarios
- Creación de Grupos
  - Foros de discusión para los grupos
  - Logo e hilos para los grupos
- Sistema de amistades
  - Mensajería
- Temas a medida
- Desarrollo de actividades
- Blogs para los usuarios (Vía el motor de WordPress MU)

Los foros en los grupos de BuddyPress es gracias al popular software GPL bbPress. Se necesitan conocimientos avanzados de instalación para integrar bbPress con WordPress MU y BuddyPress.

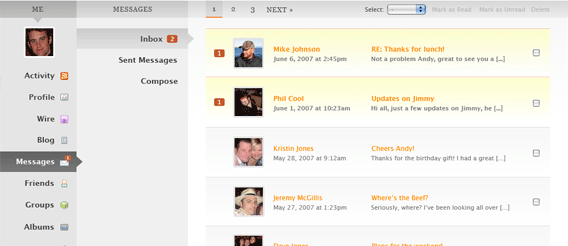
Sección de "Mensajería" de la interfaz de usuario de BuddyPress RC1.

## Versiones
| Versión    | Fecha                   | Notas                      |
| ---------- | ----------------------- | -------------------------- |
| 1.0 Beta 1 | 16 de diciembre de 2008 | N/A                        |
| 1.0 Beta 2 | 29 de enero de 2008     | N/A                        |
| 1.0 RC1    | 12 de febrero de 2009   | Primera release candidate  |
| 1.0 RC2    | 23 de abril de 2009     | Segunda release candidate  |
| 1.0        | 30 de abril de 2009     | Primera versión Producción |
| 1.0.1      | 6 de junio de 2009      | Actualización Puntual 1.0  |
| 1.5.6      | 13 de junio de 2012     | Actualización Puntual 1.5  |

## Descarga
Para tener BuddyPress en español en tu WordPress, deberás realizar dos descargas diferentes;
BuddyPress, lo podrá descargar directamente desde WordPress, con el instalador automático de plugins o lo podrás descargar desde la sección Download de BuddyPress.org
Para la traducción de BuddyPress al español, deberás acudir a la sección Descargas de BuddyPress-es.com

## Instalación
Puedes instalar BuddyPress de dos formas diferentes.
La más sencilla, usar el instalador automático de plugins de WordPress
Puedes usar el método tradicional, mediante ftp, si tienes algún problema o si te sientes más cómodo.
Finalmente, deberás instalar la traducción al español
Opcional pero muy recomendable. Instalar el plugin WangGuard para protegerte de los usuarios spam / Sploggers
Colabora

## En educación
Buddypress ha ganado mucha fuerza en el ámbito educativo, donde se ha utilizado el poder de estas redes sociales para diversas instituciones y organizaciones:
- Universidad Nacional de Chimborazo (Red Social Escolar)
- The Academic Commons of The City University of New York (Red Social Escolar)

- The University of Mary Washington (Red Social Escolar)

- University of Arkansas at Little Rock (Red Social Escolar)
- Wheaton College (Red Social Escolar)
- Lafayette College (Red Social Escolar)
- Boston University Admissions (Red Social Escolar)